# Rhabdomastix falcata
Rhabdomastix falcata là một loài ruồi trong họ Limoniidae. Chúng phân bố ở miền Cổ bắc.